# Gala Éluard Dalí
Gala Éluard Dalí, nata Elena Dmitrievna D’jakonova (Kazan', 7 settembre 1894 – Portlligat, 10 giugno 1982), è stata una modella, artista e mercante d'arte russa, nota per essere stata la moglie e il soggetto di molte opere di Salvador Dalí.
Come in molti casi di date legate a luoghi nell'Impero russo, la reale data di nascita di Elena D'jakonova seguiva il calendario giuliano, all'epoca il calendario ufficiale. Il suo diploma di maturità di insegnante, conseguito in un istituto femminile di Mosca nel 1915, ci comunica che era nata il 26 agosto 1894, corrispondente appunto al 7 settembre nel calendario gregoriano.

## Biografia

### Nome
Il nome di nascita di Gala era Elena Dmitrievna D'jakonova (in russo Елена Дмитриевна Дьяконова). L'origine esatta dello pseudonimo non è chiara, ma alcuni elementi fanno pensare che sia stato coniato dall'amica d'infanzia e poetessa Marina Cvetaeva, che nel 1910 dedicò infatti una delle sue poesie a "Galja D'jakonova". Nel 1974 la sorella della poetessa, Anastasija Cvetaeva, regalò a Gala le sue Memorie con la dedica scritta a mano "alla mia cara Galuška, come ti chiamava Marina".
Nella sua autobiografia Salvador Dalì dedica un paragrafo ai soprannomi che dava all'amata:
"Io chiamo mia moglie: Gala, Galuchka, Gradiva (perché è stata la mia Gradiva); Oliva (per la forma del suo volto e il colore della sua pelle); Olivette, il diminutivo catalano di Oliva, e i suoi derivati deliranti, Olihuette, Orihuette, Buribette, [...]. La chiamo anche Lionete (perché appena si arrabbia ruggisce come il leone della Metro Goldwyn Mayer); Scoiattolo, Tapiro, Piccolo negus (perché rassomiglia a un vivace animaletto delle foreste); Ape (perché scopre tutte le essenze che, gettate nel crogiolo del mio cervello, diventeranno il magico miele dei miei pensieri). [...] E ancora Campanella di pelliccia (perché, mentre dipingo legge per me ad alta voce, e la sua voce ha il soffice mormorio di una campanella di pelliccia, che mi permette di apprendere quanto, senza di lei, sarei destinato a ignorare)."

### Infanzia e adolescenza in Russia

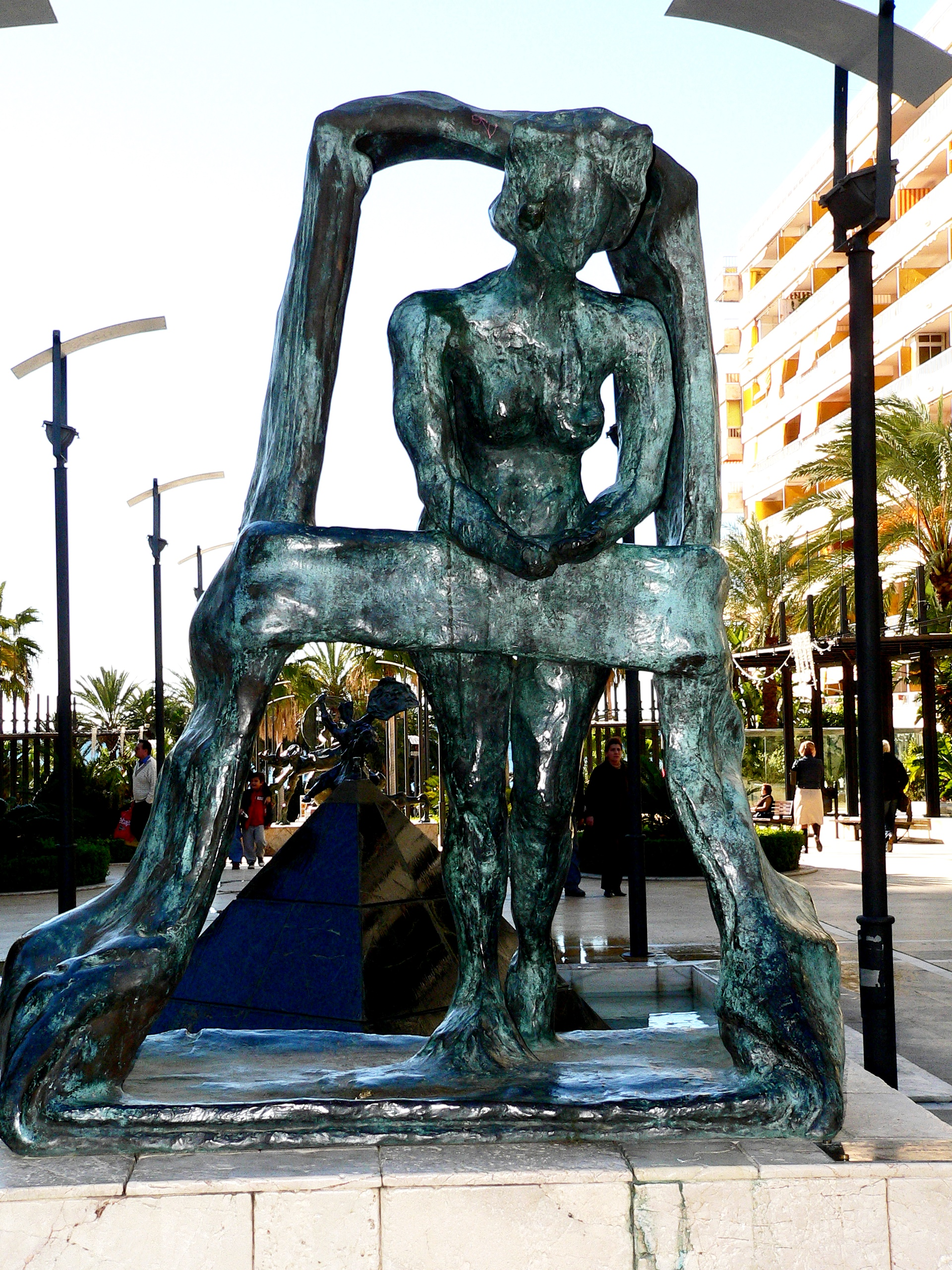
Statua di Dalí, rappresentante Gala alla finestra, Marbella

Elena D'jakonova nacque il 26 agosto 1894 a Kazan', nella Russia centrale europea, in una famiglia di intellettuali, dalla madre Antonina Deulina e il padre Ivan D'jakonov, un funzionario del Ministero dell'Agricoltura dell'Impero russo. Gala aveva due fratelli maggiori, Nikolaj e Vadim, e una sorella minore, Lidija. Sin da piccola Gala, come lei stessa racconta nei suoi diari, ritrovati e pubblicati postumi, era di salute cagionevole e più volte sottoposta a cure e ricoveri a causa di problemi polmonari. Quando Gala aveva poco più di dieci anni il padre morì e la madre si risposò con un rinomato avvocato moscovita, Dmitrij Il'ič Gomberg. Il patrigno, di cui la figlia conservò il patronimico, ebbe una grande influenza su Gala, tanto che i due rimasero sempre in contatto, scambiandosi lettere.
La famiglia, fino a quel momento vissuta in una casa povera, si trasferì a Mosca e Gala cominciò a frequentare l'istituto femminile M. G. Bruchonenko, dove conobbe Anastasia Cvetaeva, sorella più piccola della poi celebre poetessa russa Marina Cvetaeva. Scrive Anastasia nel 1971 nella sua autobiografia: "Quando sul divano di Marina parlavamo del nostro futuro —sconosciuto—, dei viaggi, della gente, del fischio dei treni, Gala ascoltava Marina come se bevesse acqua viva”. Cresciuta circondata dai libri, Gala era già all'epoca una grande appassionata di poesia e di letteratura, passione che l'accompagnò per tutta la vita. Nei suoi diari racconta delle sessioni di lettura con la madre e di come a dodici anni il padre lesse a lei e i fratelli Il demone di Lermontov: "I miei fratelli ed io seguimmo quel racconto con interesse appassionato, esaltato".

### Clavadel e l'incontro con Paul Éluard
Nel 1912, dopo che le venne diagnosticata una grave tubercolosi, Gala venne mandata a Davos, in Svizzera, nel sanatorio di Clavadel, che ospitava pazienti da tutto il mondo (tra loro ad esempio il poeta brasiliano Manuel Bandeira). Lì conobbe il diciassettenne francese Eugène Émile Paul Grindel, all'epoca indeciso se cominciare la sua carriera di poeta. Il ricovero e l'incoraggiamento di Gala, che riconobbe da subito il suo talento, fornirono al giovane una via di fuga dal seguire le orme paterne e diventare contabile. Nel 1913, sotto lo pseudonimo di Paul Éluard, pubblicò la sua prima raccolta Premiers poèmes, finanziato dalla madre e ispirato da Gala, alla quale gran parte delle poesie erano dedicate.
Durante il soggiorno nel sanatorio, Éluard raccontava a Gala di Parigi, teatro in quegli anni delle prime avanguardie e di un grande fervore artistico, e i due sognavano di costruire lì un futuro insieme. Ma alla fine del periodo di ricovero nel febbraio del 1914, Gala dovette tornare a Mosca e affrontare la disapprovazione dei genitori per i suoi progetti futuri. Seguirono due anni di passionale corrispondenza tra Gala ed Éluard, il quale nel 1914 pubblicò la sua seconda raccolta dal titolo Dialogue des inutiles con una prefazione scritta da Gala sotto lo pseudonimo di Reine de Paleùglnn, basato sull'anagramma "A.P.E.G. un rien d'Ellen: À Paul Éluard, un rien d'Ellen". "Non siate scioccati", scrive Gala nella prefazione, "che sia una donna – o piuttosto, una sconosciuta – a presentare questo volume al lettore". Il testo, scritto probabilmente a quattro mani, è composto di quattordici dialoghi, che sembrano anticipare i testi-collages dadaisti di Ernst, in cui Gala e Éluard si identificano in due ruoli letterari: la musa e il poeta.

### Parigi
Nell'agosto del 1916, attraversando un'Europa ormai in guerra, Gala si trasferì finalmente a Parigi. Il primo periodo nella capitale francese si rivelò però più difficile del previsto e ben diverso dall'idillio artistico che Gala si era figurata. Dopo due anni di separazione, Éluard si arruolò infatti volontariamente nell'esercito e Gala si ritrovò a convivere con la madre del poeta in una Parigi visibilmente provata dalla guerra. Gala si immerse sempre più nelle sue letture e si concentrò nello studio della lingua francese, che aveva cominciato a studiare da bambina e che infatti parlava già allora fluentemente, ma che diventò in questo periodo quasi la sua prima lingua. Lavorò anche a traduzioni di classici dal russo al francese. Come scrisse nelle lettere al compagno: "[...] leggo versi e prosa. Leggo quasi un libro al giorno. Leggo di tutto. [...] Mi piace molto, e sempre di più, G. Apollinaire -la poesia che venne letta al matrimonio di André Salmon. Ci sono bellissime poesie di Jules Romains. [...] imparo sempre più il francese"; in un'altra lettera: "ho scritto in russo quattro strofe di una poesia e non posso scrivere in russo -sto perdendo la mia lingua, sto dimenticando il russo"
A causa dei suoi problemi di salute Paul Éluard fu costretto a interrompere il servizio militare, torna dopo breve tempo a Parigi e il 21 febbraio 1917 lui e Gala si sposarono. Poco più di un anno dopo, l'11 maggio 1918 nasce la figlia Cécile.
Dopo la fine della guerra la coppia, che fino a quel momento aveva vissuto appoggiandosi ai genitori di Éluard, si trasferì in un proprio appartamento a Parigi.

### Surrealismo
Nel 1919 Gala e Paul Éluard entrarono a far parte del circolo artistico di André Breton, che raggiunse velocemente fama internazionale diventando il noto movimento d'avanguardia surrealista. La coppia destò subito l'attenzione dei membri del gruppo; lui uno dei poeti più amati del momento e lei una personalità carismatica e misteriosa. Tutti erano affascinati da Gala che, oltre a continuare a svolgere il ruolo di ispiratrice e collaboratrice del marito, era in stretti rapporti con ogni membro del gruppo; "Fa più volte da modella per Man Ray; è "la torre" per l'altro grande poeta, Robert Desnos; la confidente dello scrittore René Creval, al quale legge i tarocchi nelle sue sedute come veggente; la persona che il pittore Giorgio de Chirico cerca perché gli faccia da mercante d'arte agli inizi del 1920". Intorno a Gala si formò una sorta di culto, alimentato da lei stessa quanto dal marito.
Nel novembre 1921 gli Éluard andarono in visita da Max Ernst e sua moglie Louise Straus a Colonia, per scegliere insieme dei collage che illustrassero la successiva raccolta del poeta. Dall'incontro nasce un'intesa e un'amicizia che continuerà per gli anni successivi. Gala diventò ben presto modella e amante di Max Ernst, in una relazione triangolare che coinvolgeva anche il marito; venne ritratta dal pittore in celebri dipinti, come ad esempio La belle jardinière, e nel 1922 come unica donna in Au rendez-vous des amis, dipinto raffigurante il circolo parigino dei surrealisti.
Nel marzo 1924, in circostanze rimaste inizialmente misteriose, tanto che molti ipotizzarono un suicidio, Paul Éluard partì improvvisamente per il sudest asiatico, arrivando dopo mesi di vagabondaggio a Saigon (l'odierna Ho Chi Minh, all'epoca parte dell'Indocina francese). Poco tempo dopo venne raggiunto da Gala e Max Ernst. Durante il viaggio in Asia la relazione a tre giunse a una conclusione; Gala tornò con il solo Éluard a Parigi e Ernst rimase per i mesi successivi in viaggio. Nell'ottobre dello stesso anno venne pubblicato il Manifesto del Surrealismo.
Nel 1925 Paul Éluard e Max Ernst, rendendo omaggio alla donna da entrambi amata, pubblicarono l'opera Au défaut du silence, contenente venti schizzi di Ernst raffiguranti Gala e diciotto poesie di Éluard, reputate da Philippe Soupault i più bei versi mai scritti dai tempi di Baudelaire.
Negli anni tra il 1926 e il 1929 gli Éluard sembrano attraversare un momento di crisi, come si può dedurre dalle loro lettere e da alcuni versi contenuti nella raccolta di poesie Capitale de la doleur, pubblicata da Éluard nel 1926.
Nel 1929 Paul Éluard pubblicò L’amour la Poésie, opera dedicata a Gala.

### L'incontro con Salvador Dalí
Nell'agosto del 1929 gli Éluard, René Magritte con la moglie Georgette Berger e il gallerista Camille Goemans, andarono a Cadaqués in visita dal giovane pittore Salvador Dalì, allora appena venticinquenne e all'inizio della sua carriera. Per Dalì fu amore a prima vista; l'incontro con Gala, dettagliatamente raccontato ne La mia vita segreta, segnò l'inizio di una relazione d'amore che accompagnò entrambi tutta la vita. Mentre gli altri tornarono a Parigi, Gala si trattenne a Cadaquès. Al suo ritorno a Parigi era ormai chiaro che il matrimonio con Paul Éluard fosse giunto al termine.
Come già avvenuto con il primo marito, anche nel rapporto tra Gala e Dalì nacque da subito una collaborazione artistica e intellettuale. Scrive Dalì ne La mia vita segreta: "[...] tutti mi giudicavano un genio un po' scemo e solo Gala, con il suo devoto e violento fanatismo, aveva cercato di convincere i nostri amici surrealisti che io sapevo dipingere, parlare e perfino «scrivere», producendo documenti la cui importanza filosofica avrebbe sconcertato il nostro gruppo". Nel 1930 venne pubblicato il primo libro di Dalì, La femme visible (La donna visibile), risultato di una raccolta di appunti e schizzi riorganizzati da Gala, a cui l'opera era dedicata, e pubblicati sotto suo consiglio. Lo stesso anno venne organizzata la prima esposizione parigina di Dalì, alla quale egli si riferisce nella sua autobiografia chiamandola "esposizione ormai nostra", ed esplicitando così, come in molte altre volte, il ruolo professionale che Gala svolgeva.
A causa della relazione con Gala, che quando si conobbero era una donna sposata e inoltre di dieci anni più grande, Dalì ebbe attriti con il padre, il quale non solo cambiò il suo testamento in favore della sorella di Salvador, Ana Maria, ma espulse il figlio dalla casa familiare di Cadaqués. Gala prese allora il controllo dell'aspetto finanziario della vita del compagno, per dargli la stabilità economica necessaria perché potesse dedicarsi esclusivamente alla sua arte. Cominciò a coltivare contatti con i maggiori galleristi e collezionisti dell'epoca per vendere ed esporre i quadri di Dalì. Dal 1930 molti dei quadri vengono firmati con il nome congiunto "Gala-Salvador Dalì". "È con il tuo sangue che dipingo, Gala" le dissi un giorno. E da allora ho sempre firmato i miei quadri con il suo nome, ancor prima che col mio".
Quello stesso anno, con il sostegno economico del Visconte de Noailles la coppia ottenne una piccola casa, ancora da ristrutturare, nel villaggio di pescatori di Port Lligat. Nel corso degli anni ampliarono la proprietà, che fu, fino all'acquisto del castello di Pùbol nel 1968, l'unica dimora fissa dei Dalì, dove vivevano ogni anno dalla primavera all'autunno.

### Manager, mercante d'arte e musa
L'inizio degli anni '30 rappresenta uno dei momenti più floridi della produzione daliniana; nel 1931 viene esibito a Parigi il capolavoro La persistenza della memoria, che verrà poi acquistato da Julien Levy, diventando uno dei dipinti più famosi di Dalì. Nella sua autobiografia il pittore ricorda la reazione di Gala quando le mostrò il quadro: "Riconobbi sul suo viso uno stupore e un'ammirazione infiniti. La mia nuova immagine era dunque valida, perché Gala non sbaglia mai. "Credi che, da qui a tre anni, avrai dimenticato i miei orologi?". "Nessuno che li abbia visti potrà mai dimenticarli"".
Lo stesso anno venne pubblicato il poema di Dalì L'amour et la mémoire, in cui l'artista esprime il suo amore per Gala, a cui l'opera fu, come tutti i libri pubblicati da Dalì, dedicata.
L'abilità di Gala per gli affari portò presto la coppia a raggiungere notevoli guadagni. Nel 1933, nonostante Dalì si stesse già facendo un nome come artista in Europa e negli Stati Uniti, la coppia aveva ancora difficoltà economiche. Gala creò allora un piano per garantire ad entrambi un guadagno costante e contemporaneamente promuovere l'arte di Dalì. Contattò il principe Jean-Louis de Faucigny-Lucinge, uno dei più ricchi collezionisti d'arte dell'epoca, e insieme stilarono una lista di dodici sostenitori che si sarebbero impegnati a supportare Dalì, ognuno per un mese, per la durata complessiva di un anno. Secondo il piano, Dalì avrebbe prodotto ogni mese due opere. Nell'ultima coppia di dipinti di quell'anno Dalì ritrasse Gala come omaggio al suo aiuto. Il gruppo, che prese il nome di "Mécénat du Zodiaque", includeva sostenitori europei e americani e continuò a commissionare opere a Dalì fino allo scoppio della seconda guerra mondiale nel 1939.

### Stati Uniti
Nel 1934 Gala, che due anni prima aveva divorziato da Paul Éluard, e Salvador Dalì celebrarono la loro unione in un matrimonio civile al consolato spagnolo di Parigi. Lo stesso anno i due visitarono per la prima volta New York, accompagnati dalla scrittrice ed editrice Caresse Crosby, membro dei "Mécénat du Zodiaque". A partire da quel momento e fino all'inizio della seconda guerra mondiale, la coppia visse dividendosi tra Parigi, New York e la casa di Port Lligat. Dal 1940 al 1948 la coppia rimase stabilmente negli Stati Uniti.
Durante quegli anni i rapporti tra i Dalì e i Surrealisti, con cui la coppia aveva continuato a mantenere un'attiva collaborazione, si raffreddarono a causa delle ambigue posizioni politiche di Dalì sulla figura di Hitler. L'artista si rifiutò di condannare apertamente il fascismo e venne di conseguenza espulso dal gruppo, che sosteneva attivamente posizioni di sinistra. Nel 1939 André Breton inventò inoltre per il pittore il soprannome Avida dollars (anagramma di Salvador Dalì e traducibile come "bramoso di dollari"), criticando la commercializzazione delle opere di Dalì.
A New York Gala organizzò diverse mostre per il marito, le più importanti nella famosa galleria di Julien Lèvy. Durante i periodi trascorsi negli Stati Uniti Gala fece inoltre spesso da interprete per Dalì, la cui conoscenza dell'inglese non era sufficiente a cavarsela da solo.
A maggio 1939 Dalì firmò la sua partecipazione alla New York's World Fair. Alla creazione del padiglione, intitolato Dream of Venus (Il sogno di Venere), prese parte anche Gala, come mostrano le foto del fotografo tedesco Eric Schaal che ritraggono la coppia intenta alla costruzione dell'installazione.
A partire dagli anni '40 i progetti di Dalì cominciarono a diversificarsi; l'artista lavorò ad illustrazioni di libri, collaborò con riviste di moda e contribuì a progetti cinematografici. Parallelamente l'attività di Gala come sua manager si intensificò.
Nel 1942 venne pubblicata l'autobiografia di Salvador Dalì, La mia vita segreta (titolo originale: The secret life of Salvador Dalì), alla cui revisione Gala partecipò attivamente. Secondo alcuni studiosi il testo venne scritto addirittura a quattro mani, vista la forte presenza di Gala nel racconto, tanto che si può a tratti considerare quasi un'autobiografia comune, e lo stile di alcune parti del testo. Nel 1944 uscì il primo e unico romanzo di Dalì, Volti nascosti, anch'esso corretto e revisionato da Gala, come dichiarato dall'artista stesso nella dedica.
Fu probabilmente in quegli anni che Gala cominciò a scrivere la sua autobiografia, il cui manoscritto, incompleto, venne ritrovato nel castello di Pùbol e pubblicato postumo nel 2011 con il titolo La vita segreta. Diario inedito.

### Ritorno in Europa
Nel 1948, dopo otto anni trascorsi negli Stati Uniti, Gala e Dalì tornarono in Spagna. Negli anni successivi andarono diverse volte in Italia; a Roma visitarono il papa chiedendo il permesso di sposarsi secondo il rito cattolico e cogliendo l'occasione per mostrargli le prime due versioni de La Madonna di Port Lligat, dipinto per cui Gala fece da modella.
A novembre 1952 Paul Éluard morì. Gala non andò al funerale.
L'anno successivo Dalì lavorò alle 102 illustrazioni de La divina Commedia; come dichiarato dall'artista stesso anni dopo, fu Gala ad organizzare il progetto, mentre lui non aveva mai letto Dante prima.
Nel 1958 Gala e Salvador Dalì celebrarono il loro matrimonio in una chiesa nei pressi di Girona. Agli inizi degli anni '60 la coppia ristrutturò nuovamente la casa di Port Lligat, a quel punto notevolmente ampliata rispetto alla struttura originale, e Gala decorò quella che sarebbe diventata la sua stanza personale, denominata poi la "Sala ovale".
Nel 1964 venne pubblicato Diario di un genio (titolo originale Journal d'un Génie) di Dalì, dedicato a Gala. Nel prologo l'artista scrive: "Questo libro unico è dunque il primo diario scritto da un genio. Di più, dall'unico genio che abbia avuto la fortuna unica d'essere sposato con il genio di Gala, l'unica donna mitologica dei nostri tempi".

### Il castello di Púbol

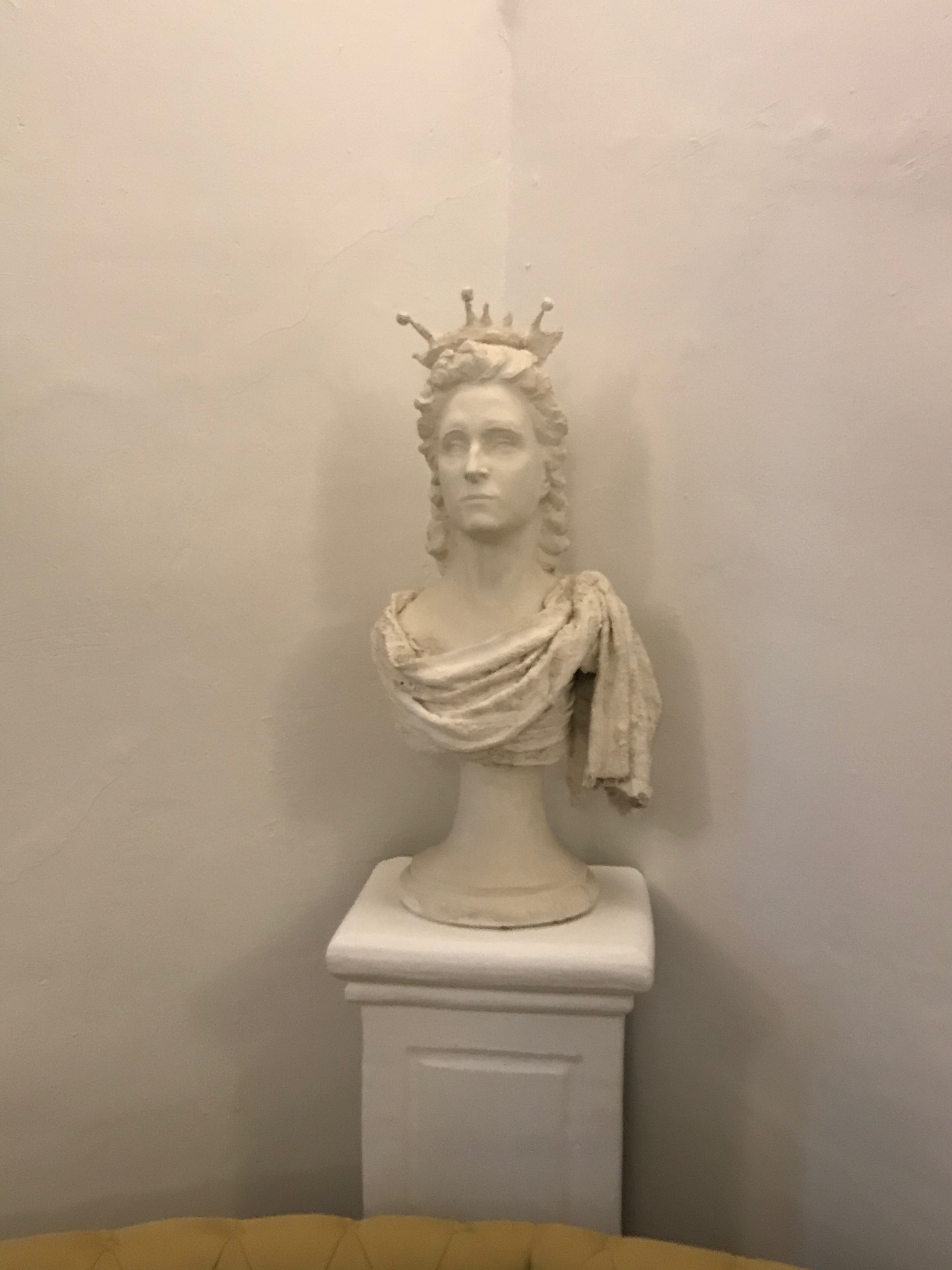
Castello di Púbol - statua di Gala

Nel 1968 Dalì acquistò il castello di Púbol come dono per Gala, che accettò il regalo a condizione che il marito accettasse di poter andare a visitarla solo se invitato per iscritto. La ristrutturazione venne affidata a Emilio Puignau, che aveva già lavorato alla casa di Port Lligat. Gala lavorò al progetto di decorazione e arredamento, commissionando a Dalì con richieste specifiche le opere, che oggi si possono ammirare nel castello. I lavori si conclusero nel 1974 quando venne ultimato il giardino. Púbol può essere considerato come un grande oggetto surrealista realizzato dai Dalì e fu dimora di Gala fino alla sua morte.

### Gli ultimi anni
Nel 1973 venne pubblicato il ricettario surrealista Les Dîners de Gala (Le cene di Gala).
Nel 1974 Anastasija Cvetaeva mandò a Gala la sua autobiografia, con una dedica scritta a mano: "Alla mia cara Galuška, come ti chiamava Marina, alla mia amica dall'adolescenza, il libro della nostra giovane e vecchia Mosca. Con tenero affetto, Assia Cvetaeva (nell'anno del mio ottantesimo compleanno).
Nel 1977 venne pubblicato Les Vins de Gala (I vini di Gala), in cui vengono descritti dieci vini scelti da Gala e dieci scelti da Dalì. Il libro vinse il Prix Montesquieu de la Sommellerie Française.
Dopo una caduta all'Hotel Meurice di Parigi, Gala subì un'operazione al femore. Il 10 giugno 1982 Gala si spense a Port Lligat. La salma fu portata nella cripta del castello di Pùbol, dove è sepolta.
Nel 1983 si costituì la Fondazione Gala-Salvador Dalì, che nel 1988 pubblicò Elegìas a Gala (Elegie a Gala), una racconta di poesie di Dalì in cui l'artista esprime il dolore per la perdita della compagna.